# Proof of Stake
Proof of stake (PoS) – typ algorytmu osiągania konsensusu, używany w implementacjach blockchain oraz kryptowalut. W algorytmie PoS twórca kolejnego bloku (węzła, którego utworzony blok zostanie w sieci zatwierdzony jako następny) jest obierany na podstawie przeróżnych, losowo wybranych atrybutów, np. ilości posiadanych monet na danym adresie czy ich wieku. Algorytm ten nie potrzebuje dużych mocy obliczeniowych jak w przypadku algorytmu PoW.

## Kryptowaluty oparte na algorytmie Proof Of Stake
Aktualnie w użyciu znajduje się kilka tysięcy kryptowalut, z czego około połowa opiera swoje działanie o algorytm PoS. Do takich walut możemy zaliczyć m.in.:
- PIVX[4]
- TRON[5]
- LISK[6]
- STELLAR[7]
- KABBERRY[8]
- NANO[9]
- QTUM[10]
- CARDANO[11]
- ALGORAND

## Zalety
Główną zaletą konsensu Proof-of-Stake jest niska moc obliczeniowa potrzebna do wydobycia kolejnego bloku, co znacząco zmniejsza zapotrzebowanie na energię elektryczną. Dzięki temu negatywne oddziaływanie na środowisko naturalne, powszechne przy pozostałych kryptowalutach, zostaje ograniczone do niezbędnego minimum. Inną zaletą konsensusu jest odporność na ataki 51%.

## Wady
Algorytm Proof of Stake nie jest wolny od wad. Zaliczyć do nich można m.in. większe ryzyko monopolu niż w przypadku PoW. Dodatkowo, w przypadku chęci podziału łańcucha (fork), należy liczyć się z dużymi nakładami finansowymi. PoS jest także podatny na ataki innego typu, z których najpopularniejszy jest atak „Fake Stake”.